# Panipate
Panipate (Panipat) é uma cidade no estado de Harianá. É um importante centro de reciclagem de têxteis.

## História
Panipate foi palco de três importantes batalhas: 
- Primeira batalha de Panipate (1526)
- Segunda batalha de Panipate (1556)
- Terceira batalha de Panipate (1761)

Em todas estas batalhas, o exército defensor foi derrotado, o que levou à criação da expressão síndrome de Panipat, que se refere à falta de planeamento estratégico da Índia.